# Briarwood (Queens)
Briarwood è un quartiere appartenente al distretto del Queens (in inglese Borough of Queens), a New York. Si trova a nord-ovest di Jamaica, ed è grosso modo delimitato da Queens Boulevard, Parsons Boulevard, Union Turnpike, e Hillside Avenue. È attraversato dalla linea IND Queens Boulevard della metropolitana di New York e servito da un'omonima stazione in cui fermano i treni delle linee E e F. Il suo codice di avviamento postale è 11435.
Briarwood ospita una comunità mista, la cui maggioranza è composta principalmente da Afro-Americani (36,6%) ed Europei (30,2%). Molti degli abitanti sono Ebrei, Greci, Ispanici, Afro-Americani, Albanesi, e Sud Americani. Dispone ora di una comunità Asiatica distinguibile ed in rapida crescita (14,4%). Si tratta di un netto cambiamento rispetto al periodo del dopo guerra (dal 1950 agli anni '80), quando il quartiere era quasi esclusivamente abitato da Ebrei. L'attività economica è per lo più limitata a piccoli ristoranti, gastronomie, mercati, e altre piccole imprese.
Il quartiere prende il nome dalla Briarwood Land Company, diretta da Herbert O'Brien, che ha costruito abitazioni lì a partire dal 1905. Tuttavia la società è andata rapidamente in bancarotta e la zona è rimasta in gran parte vuota fino al 1920. La New York Life Insurance Company e le Nazioni Unite hanno costruito abitazioni nel 1940; il diplomatico Ralph Bunche e la scrittrice femminista Betty Friedan hanno vissuto lì.
Il quartiere è noto per essere economico e per fornire alloggi a prezzi accessibili alle famiglie di classe media.
La mancanza di monumenti insieme alle sue piccole dimensioni hanno causato a Briarwood di rimanere relativamente sconosciuto; molti residenti del Queens non ne hanno mai sentito parlare, ed il CAP 11435 è effettivamente appartenente a Jamaica, un quartiere confinante. Parkway Village, un complesso di appartamenti con giardino inizialmente costruito per i dipendenti delle Nazioni Unite, ha fornito alla zona un sapore internazionale, abitata da famiglie di tutto il mondo che frequentano le scuole pubbliche locali.

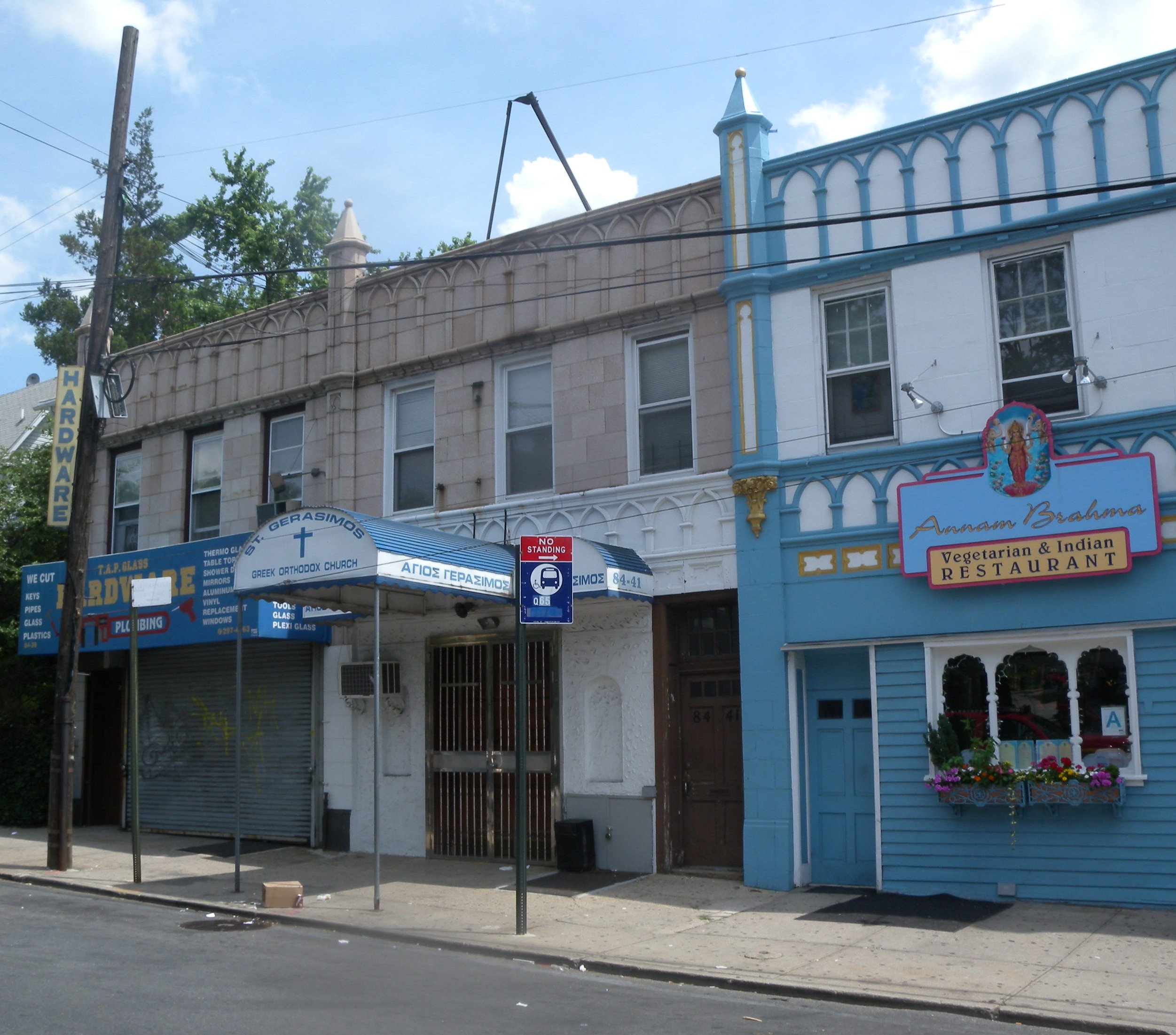
Una chiesa Greca Ortodossa

Briarwood è sede della scuola superiore Cattolica Archbishop Molloy High School. Alcuni dei più famosi ex-alunni della scuola sono Andrew Cuomo, attuale governatore dello Stato di New York, e l'attore David Caruso, che è attualmente parte della serie TV CSI: Miami. La scuola è stata nominata in onore di Mons. Thomas Molloy, ed ha circa 1.550 studenti.
Inoltre si trova a Briarwood la Robert A. Van Wyck MS 217Q, una scuola media di 1.300 studenti circa. La scuola è stata fondata nel 1955 ed ha preso nome dal primo sindaco della Città di New York, Robert A. Van Wyck.
Nella stazione della metropolitana Briarwood sono esposti molti dipinti realizzati dagli studenti delle scuole locali durante la metà degli anni '80, intitolati Beautifying Briarwood (ovvero "Abbellire Briarwood").